# Franciszek Karpiński

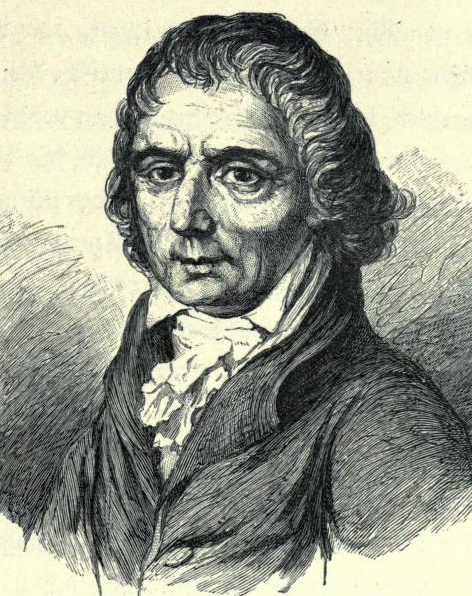
Franciszek Karpiński 1804

Franciszek Karpiński (* 4. Oktober 1741 in Hołosków, Polen-Litauen; † 16. September 1825 in Chorowszczyzna, Russisches Kaiserreich) war ein polnischer Dichter und Dramatiker.
Karpiński besuchte von 1750 bis 1758 das Jesuitenkolleg in Stanisławów. Ein Studium an der Universität Lemberg schloss er 1765 als Baccalaureus der Theologie und Doktor der Philosophie ab. Nach dem Studium reiste er für ein Jahr nach Wien, wo er seine Fremdsprachenkenntnisse vervollkommnete und Biologievorlesungen hörte.
Nach seiner Rückkehr lebte Karpiński als Grundbesitzer auf dem Lande und verfasste religiöse, patriotische, vor allem aber Liebesgedichte. Sein erster Gedichtband Zabawki wierszem, den er Adam Kazimierz Czartoryski widmete, brachte ihm eine Einladung nach Warschau ein. Hier lernte er die Dichter im Umkreis der Familie Czartoryski kennen, und der Aufenthalt in Warschau trug sehr zu seiner Bekanntheit als Dichter bei. Es entstanden hier in kurzer Folge die nächsten drei Bände seiner Zabawki wierszem i prozą, die neben Gedichten theoretische Schriften zur sentimentalistischen Dichtung sowie Übersetzungen von Werken Jacques Delilles (Gardens), William Chambers’ (A Letter about Chinese Gardens) und Plinius’ des Älteren (Brief über die Gärten der alten Römer) enthielten. In weiteren der bis 1787 insgesamt sieben erschienenen Bände veröffentlichte er auch eine Übersetzung des Buches der Psalmen.
In den späteren Jahren lebte er wieder als Grundbesitzer auf dem Land und betätigte sich als Erzieher bei Adelsfamilien. Er wurde Mitglied der Warschauer Gesellschaft der Freunde der Wissenschaften, lehnte aber stets alle angebotenen Ehrenämter ab. Gegen Ende seines Lebens erwarb er ein Grundstück in Chorowszczyzna.
Neben seinen Gedichten verfasste Karpiński auch die Idylle (Laura i Filon), ein Drama und eine Komödie sowie Memoiren, die posthum 1844 erschienen. Von bleibender Bedeutung sind auch seine religiösen Gedichte (Pieśni nabożne). Adam Mickiewicz verglich in seinen Pariser Vorlesungen über slawische Literatur Karpiński mit Goethe.